# 呼吸道病毒屬
呼吸道病毒屬（学名：Respirovirus）是副黏液病毒科的一個屬，屬負鏈單股RNA病毒，共包含7種病毒，可感染人類、鼠類與家畜，一般透過呼吸道感染，可造成哮吼等急性呼吸道症狀。
本屬病毒具有包膜，呈球狀，直徑約為150奈米，基因組不分段，長約15,000nt，其中編碼P/C蛋白的mRNA轉譯時會發生核糖體分流，因而生成數種不同的蛋白。

## 下属物种
本属包括以下物种：
- 牛呼吸道病毒三型 Bovine respirovirus 3 
  - 人副流感病毒1型 Human parainfluenza virus 1
  - 人副流感病毒3型 Human parainfluenza virus 3
- 羊呼吸道病毒三型 Caprine respirovirus 3
- 人呼吸道病毒一型 Human respirovirus 1 ，人副流感病毒，Human parainfluenza viruses
- 人呼吸道病毒三型 Human respirovirus 3 ，人副流感病毒
- 仙台病毒 Murine respirovirus 
  - 鼠副流感病毒1型 Murine parainfluenza virus 1 ，鼠呼吸道病毒一型
- 豬呼吸道病毒一型 Porcine respirovirus 1
- 猴副流感病毒10型 Simian virus 10
- 松鼠呼吸道病毒 Squirrel respirovirus